# 雀仔園街市

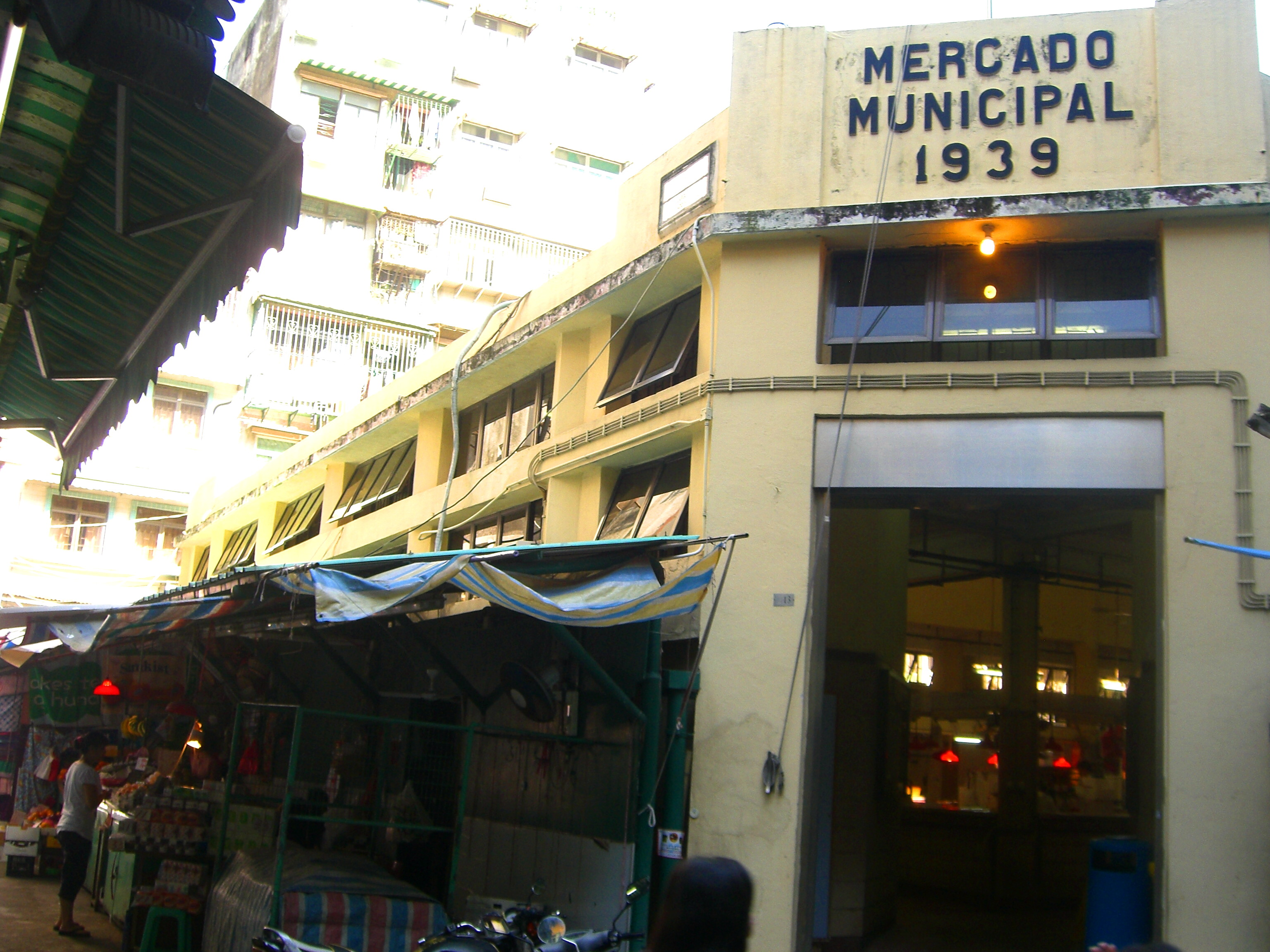
雀仔園街市入口

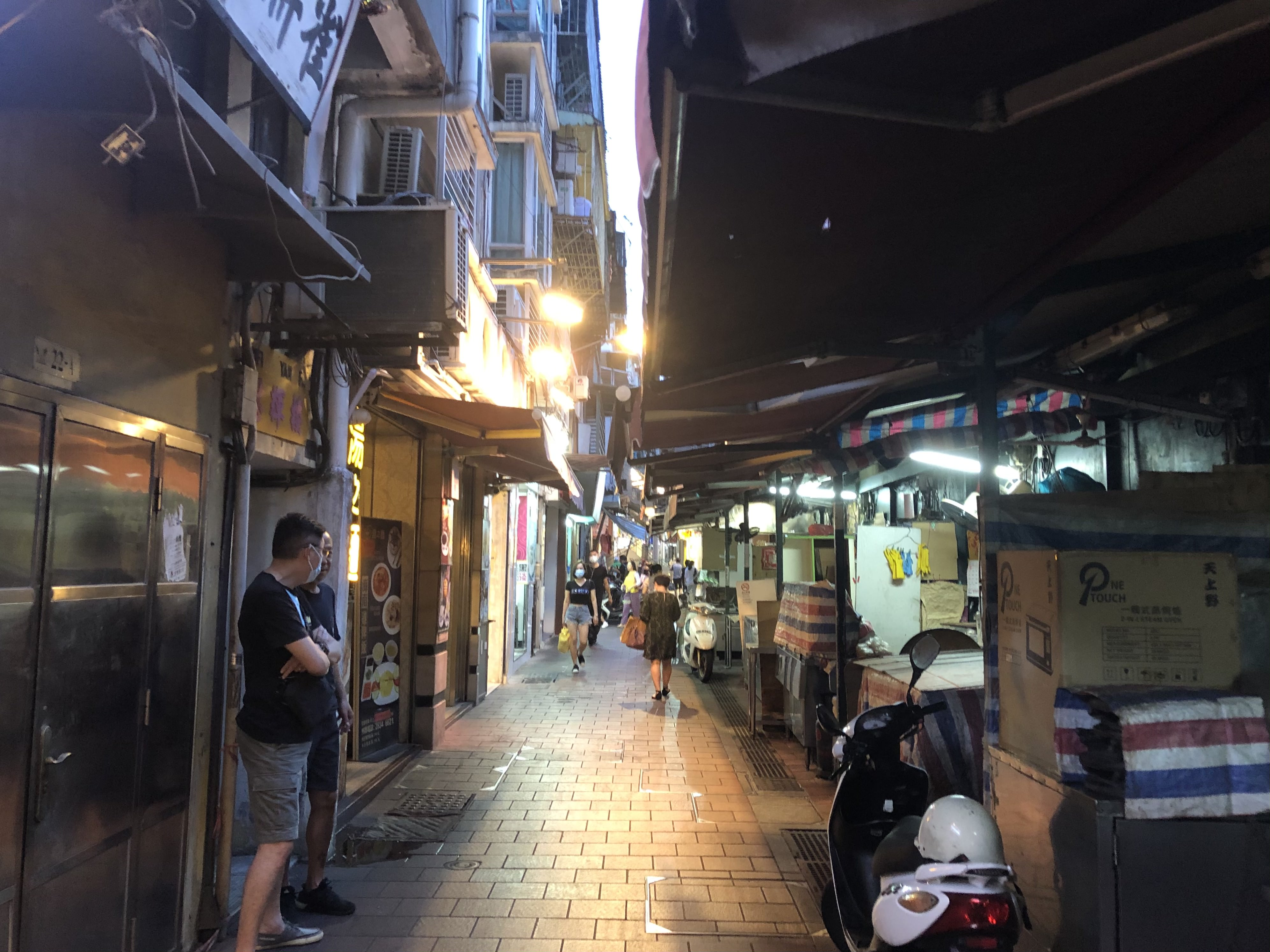
雀仔園街市小販區

雀仔園街市（葡萄牙語：Mercado Municipal da Horta da Mitra）是目前澳門9座街市之一，位於公局市前地。

## 歷史
雀仔園街市是澳門現存的舊式街市，亦是澳門現時最細的一個街市。據澳門遺產學會資料記載，街市於1886年6月已建成開是市，當時該街市是第一代的市亭式建築（模樣與現時氹仔市）施督憲正街街留下的舊式街市文物“嘉模墟”相若，當時的亭式街市共有48個攤位供承批租賃；在使用半個世紀後，因為需要符合現代的衛生和經營環境等需求，當時的議事公局於1938年向政府申請拆除舊市亭式街市，並重新建造一座新街市，以回應雀仔園區內民眾生活需求。而街市由當時工務局公共工程主管拉菲爾（Rafael Gastão Bordalo Borges）和施約翰（João Canavarro Nolasco）工程師負責設計，獲澳門政府批准議事公局的批地申請後，於1939年5月開展工程，並於1940年6月4日竣工開幕啟用。該街市亦是唯一一個選址較獨特，坐落於民居中心的街市。
街市為西式單層方形建築，四角有入口，內設固定攤檔，呈回字形分佈。分別出售魚類、肉類及瓜菜類。街市正門嵌有“1939”字樣，是街市重建的年份。據說早在清朝光緒年間，這裡已開設街市，分為兩座，木質結構，均為紅色瓦頂，坤甸梁架，以數條大圓柱作支撐，地面鋪長形石板。1894年5月26日，澳葡政府雀仔園街市公局的賣菜亭暗票出投。昔日街市日間為集市，入夜後由江湖賣藝人就來此開檔。由於街市日漸頽破，故於1939年拆除原來建築，改建為今日面貌。
街市現時建築建於1939年，由於內部排污渠網、散熱通風、採光照明等設施老舊，雖然經過多次維修但無法解決老化狀況，市政署表示有必要對街市進行全面整治，同時優化設備設施，改善街市營商環境，其後進行多次重整工程。
小販區位於雀仔園街市周邊，包括以食檔和乾貨檔為主。

## 開放時間
- 街市部分開放時間為早上7:00至晚上7:30。

## 重整工程
2022年8月下旬，市政署落實計劃啟動整治工程，工期預計九個月，將保留立面更新設施布局乾濕分離，檔位面積會調整，數目由34檔減至18檔，外圍小販區亦會翻新。
2023年3月，澳門特別行政區政府市政署正式啟動該街市的整治工程，除保留街市外觀立面、更新設施外，還規劃街市內乾濕分離佈局，讓居民有良好的購物體驗。經和攤販協商，該街市營運至該年2月27日，翌日（2月28日）起停運並進行搬遷，隨即開展環境衛生整治及滅鼠等前期準備工作，預計工程於同年年底完工，工程判給金額為1,100多萬澳門元。13檔攤販在施工期間全數休業。
整治方案將保留雀仔園街市的建築外觀，加裝空調和通風系統、改善照明系統、調整公廁位置與男女廁格比例、更新街市排污設備、增設無障礙設施。由於現時於街市營運的攤販只有十三檔，具空間條件調整街市攤檔佈局。因應攤販工作流程及消費者習慣，重新佈置街市不同分區，特別在售賣區與工作區各設獨立出入口，分隔消費者購物動線和搬運貨物，達至乾濕分離，配合空調和通風系統及街市日常管理，改善傳統街市濕滑的環境，建立舒適整潔的街市形象，讓居民有良好的購物體驗，攤檔數目將由目前34檔減至18檔。
在整治工程初期，街市外圍攤販暫時維持正常營業。在整治工程進入另一階段後，外圍小販檔將進行為期三個月的整治工程，屆時將臨時休業。日後攤檔禁用明火煮食，要求改用電爐具以符合防火規定。
2023年7月30日，改善工程進入第二階段，包括翻新街市外牆及改善外圍小販區設施。期間該小販區的攤檔將配合工程暫時休業。工程將會更換小販區的隔熱面板、活動雨篷、背板和分隔鐵網，改善排水設施及翻新結構架等，藉優化設施改善營商環境。
2023年10月，重整工程在有序進行，除新增空調系統外，以乾濕分離為原則，重新布置各功能分區，除原有販賣水產、蔬菜、肉類等攤位外，經綜合分析區內居民及附近上班族的生活模式和消費習慣，計劃開放五個攤位公開競投，引入預包裝輕食及熟食、預包裝的急凍及冰鮮水產、環球雜貨及香料等不同類型商品。
2023年12月1日，小販區優化工程竣工，各小販由當天起陸續遷回並試業。經和小販協商，擬於12月下旬起正式恢復對外營業。內部整治工程已進入最後階段，預計於該月中旬具條件有序安排承租人回遷，做好復市的前期準備。正式復市的日期將繼續與攤位承租人商議，並視乎實際搬遷進度再訂定。
2024年1月9日，街市及外圍小販區整治工程全面竣工，街市原13檔攤位承租人已陸續遷回，並將於當天起恢復對外營業。

## 鄰近地點
- 水坑尾
- 塔石

## 參看
- 雀仔園

## 外部連結
- 澳門百科全書：雀仔園街市
- 澳門百科全書：雀仔園